# Bahnstrecke Wing Road–Mount Washington
| Gesellschaft: | zuletzt BM  |                                                  |                                                  |
| Streckenlänge: | 32,30 km    |                                                  |                                                  |
| Spurweite: | 1435/914 mm |                                                  |                                                  |
| |             |                                                  |                                                  |
| Gleise: | 1           |                                                  |                                                  |
| \| \| \| \| \| \| \| \| von Woodsville \| \| \| \| 0,00 \| Wing Road NH \| Wing Road NH \| \| \| \| nach Groveton \| \| \| \| ? \| Maplewood NH \| Maplewood NH \| \| \| \| von Profile House und Bethlehem \| \| \| \| 6,52 \| Bethlehem NH (1893–96 ab hier Dreischienengleis) \| Bethlehem NH (1893–96 ab hier Dreischienengleis) \| \| \| \| (früher Pierces Bridge, Bethlehem Junction) \| \| \| \| \| Ammonoosuc River \| \| \| \| \| Little River Railroad \| \| \| \| ca. 12 \| Litte River Junction NH \| Litte River Junction NH \| \| \| \| Little River \| \| \| \| 14,16 \| Twin Mountain NH \| Twin Mountain NH \| \| \| \| Ammonoosuc River \| \| \| \| \| von Lunenburg \| \| \| \| \| Zealand Valley Railroad \| \| \| \| ca. 18 \| Zealand NH (früher Zealand Transfer) \| Zealand NH (früher Zealand Transfer) \| \| \| \| (Ende Dreischienengleis 1435/914 mm, 1893–1896) \| \| \| \| 20,18 \| White Mountain House NH \| White Mountain House NH \| \| \| \| \| \| \| \| 21,44 \| Fabyan NH \| Fabyan NH \| \| \| \| (früher Fabyan's Place, Fabyan-Bretton Woods) \| \| \| \| \| nach Portland \| \| \| \| \| Ammonoosuc River \| \| \| \| 22,60 \| Bretton Woods NH (nur im Sommer) \| Bretton Woods NH (nur im Sommer) \| \| \| \| Abenaki Brook \| \| \| \| \| Mount Pleasant Brook \| \| \| \| \| Sokokis Brook \| \| \| \| \| Franklin Brook \| \| \| \| 32,30 \| Mount Washington Base NH (nur im Sommer) \| Mount Washington Base NH (nur im Sommer) \| \| \| \| Mount Washington Cog Railway \| \| |             |                                                  |                                                  |
| |             |                                                  |                                                  |
| Strecke |             | von Woodsville                                   | von Woodsville                                   |
| ehemaliger Bahnhof | 0,00        | Wing Road NH                                     | Wing Road NH                                     |
| Abzweig ehemals geradeaus, nach links und ehemals von links |             | nach Groveton                                    | nach Groveton                                    |
| Haltepunkt / Haltestelle (Strecke außer Betrieb) | ?           | Maplewood NH                                     | Maplewood NH                                     |
| Abzweig geradeaus und von rechts (Strecke außer Betrieb) |             | von Profile House und Bethlehem                  | von Profile House und Bethlehem                  |
| Bahnhof (Strecke außer Betrieb) | 6,52        | Bethlehem NH (1893–96 ab hier Dreischienengleis) | Bethlehem NH (1893–96 ab hier Dreischienengleis) |
| Strecke (außer Betrieb) |             | (früher Pierces Bridge, Bethlehem Junction)      | (früher Pierces Bridge, Bethlehem Junction)      |
| Brücke über Wasserlauf (Strecke außer Betrieb) |             | Ammonoosuc River                                 | Ammonoosuc River                                 |
| Abzweig geradeaus und von rechts (Strecke außer Betrieb) |             | Little River Railroad                            | Little River Railroad                            |
| Dienststation / Betriebs- oder Güterbahnhof (Strecke außer Betrieb) | ca. 12      | Litte River Junction NH                          | Litte River Junction NH                          |
| Brücke über Wasserlauf (Strecke außer Betrieb) |             | Little River                                     | Little River                                     |
| Bahnhof (Strecke außer Betrieb) | 14,16       | Twin Mountain NH                                 | Twin Mountain NH                                 |
| Brücke über Wasserlauf (Strecke außer Betrieb) |             | Ammonoosuc River                                 | Ammonoosuc River                                 |
| Strecke (außer Betrieb) · Strecke von links |             | von Lunenburg                                    | von Lunenburg                                    |
| Abzweig geradeaus und von rechts (Strecke außer Betrieb) · Strecke |             | Zealand Valley Railroad                          | Zealand Valley Railroad                          |
| Bahnhof (Strecke außer Betrieb) · ehemaliger Haltepunkt / Haltestelle | ca. 18      | Zealand NH (früher Zealand Transfer)             | Zealand NH (früher Zealand Transfer)             |
| Strecke (außer Betrieb) · Strecke |             | (Ende Dreischienengleis 1435/914 mm, 1893–1896)  | (Ende Dreischienengleis 1435/914 mm, 1893–1896)  |
| Haltepunkt / Haltestelle (Strecke außer Betrieb) · ehemaliger Haltepunkt / Haltestelle | 20,18       | White Mountain House NH                          | White Mountain House NH                          |
| Abzweig geradeaus und von links (Strecke außer Betrieb) · Abzweig geradeaus und ehemals nach rechts |             |                                                  |                                                  |
| Bahnhof (Strecke außer Betrieb) · Bahnhof | 21,44       | Fabyan NH                                        | Fabyan NH                                        |
| Strecke (außer Betrieb) · Strecke |             | (früher Fabyan's Place, Fabyan-Bretton Woods)    | (früher Fabyan's Place, Fabyan-Bretton Woods)    |
| Kreuzung (Strecke geradeaus außer Betrieb) · Strecke nach rechts |             | nach Portland                                    | nach Portland                                    |
| Brücke über Wasserlauf (Strecke außer Betrieb) |             | Ammonoosuc River                                 | Ammonoosuc River                                 |
| Haltepunkt / Haltestelle (Strecke außer Betrieb) | 22,60       | Bretton Woods NH (nur im Sommer)                 | Bretton Woods NH (nur im Sommer)                 |
| Brücke über Wasserlauf (Strecke außer Betrieb) |             | Abenaki Brook                                    | Abenaki Brook                                    |
| Brücke über Wasserlauf (Strecke außer Betrieb) |             | Mount Pleasant Brook                             | Mount Pleasant Brook                             |
| Brücke über Wasserlauf (Strecke außer Betrieb) |             | Sokokis Brook                                    | Sokokis Brook                                    |
| Brücke über Wasserlauf (Strecke außer Betrieb) |             | Franklin Brook                                   | Franklin Brook                                   |
| Kopfbahnhof Streckenende (Strecke außer Betrieb) · Kopfbahnhof Streckenanfang | 32,30       | Mount Washington Base NH (nur im Sommer)         | Mount Washington Base NH (nur im Sommer)         |
| Strecke |             | Mount Washington Cog Railway                     | Mount Washington Cog Railway                     |

Die Bahnstrecke Wing Road–Mount Washington ist eine ehemalige Eisenbahn in New Hampshire (Vereinigte Staaten). Sie ist rund 32 Kilometer lang und verbindet die Bahnstrecke Woodsville–Groveton mit der Mount Washington Cog Railway. Die Strecke ist vollständig stillgelegt und abgebaut.

## Geschichte
Bereits im 19. Jahrhundert waren die White Mountains touristisch erschlossen. In Carroll befanden sich Ressorts und die Mount Washington Cog Railway, eine Zahnradbahn auf einer Spurweite von 1422 mm, brachte bereits ab 1869 Touristen auf den Mount Washington. Die Boston, Concord and Montreal Railroad wollte nun diese Orte an ihr Streckennetz anbinden und der Portland and Ogdensburg Railroad, die ebenfalls eine Strecke in dieses Gebiet plante, Konkurrenz machen.
Im Juli 1874 ging der erste Abschnitt vom Abzweigbahnhof Wing Road bis Fabyan's Place in Betrieb, wo die Strecke der Portland&Ogdensburg kreuzte, die später durch die Maine Central Railroad übernommen wurde. Eine Gleisverbindung gab es zunächst nicht, sie wurde erst 1932 eingebaut. 1875 erfolgte die Verlängerung zur Talstation der Zahnradbahn. Zu dieser konnte aufgrund der unterschiedlichen Spurweite keine Gleisverbindung gebaut werden, jedoch befanden sich die Stationen direkt nebeneinander. Neben dem Tourismus war die Holzindustrie entlang der Strecke eine wichtige Einnahmequelle für die Bahngesellschaft. Zwei Waldbahnen, die Little River Railroad und die Zealand Valley Railroad beförderten Holz an die Bahnstrecke, das zu Papier- und anderen Fabriken in der Gegend transportiert wurde.
Zunächst führte ab 1884 die Boston and Lowell Railroad den Betrieb, abgelöst durch die Concord and Montreal Railroad 1889 und schließlich die Boston and Maine Railroad 1895. Ganzjährig verkehrten Kurswagen von Bretton Woods nach New York City und Boston. Zwischen Fabyan-Bretton Woods und der Talstation der Zahnradbahn fuhren nur Pendelzüge im Sommerhalbjahr, also während der Betriebszeit der Zahnradbahn. 1893 baute die Concord&Montreal zwischen Bethlehem Junction und dem Bahnhof Zealand Transfer eine dritte Schiene ein, sodass die schmalspurigen Züge der Profile and Franconia Notch Railroad, in Besitz der Concord&Montreal, bis dorthin fahren konnten. Die Fahrgäste der Maine Central Railroad konnten dadurch nun einen Umsteigevorgang sparen. Mit Umspurung der Schmalspurbahn auf Normalspur Ende 1896 entfiel die dritte Schiene wieder.
Der Pendelverkehr von Fabyan zur Talstation wurde am 31. August 1931 eingestellt und der Abschnitt im Juni 1932 stillgelegt. Ebenfalls ab 1932 wurden sämtliche Züge über die Maine Central Railroad umgeleitet und der Gesamtverkehr auf der Strecke Wing Road–Fabyan eingestellt. Die Personenzüge benutzten jedoch weiterhin den Bahnhof Fabyan-Bretton Woods an der Strecke. Der Personenverkehr dorthin endete 1938 und die gesamte Strecke wurde daraufhin auch offiziell stillgelegt und später abgebaut.

## Streckenbeschreibung
Die Bahnstrecke verläuft auf ganzer Länge im Tal des Ammonoosuc River. Sie beginnt am Bahnhof Wing Road, wo sie in einem Gleisdreieck aus der Bahnstrecke Woodsville–Groveton abzweigt und nach Süden am Ostufer des Flusses führt. An der Kreuzung der Maple Street befand sich die Station Maplewood, die über ein Ladegleis verfügte und erst 1925 eingerichtet wurde, nachdem die Bahnstrecke Bethlehem Junction–Bethlehem stillgelegt worden war. Deren Abzweigstelle Bethlehem Junction ist kurz darauf erreicht. Hier befand sich auch der Abzweig der Bahn zum Profile House. Beide Zweigstrecken waren ursprünglich schmalspurig, wurden jedoch später umgespurt.
Die Strecke folgt nun dem Flusslauf und biegt in Richtung Osten ab. Kurz darauf überquert sie erstmals den Ammonoosuc. Am Little River zweigte mit der Little River Railroad eine Waldbahn ab, die diesen Fluss hinaufführte. Nach dem nun folgenden Bahnhof Twin Mountain überquert die Bahn den Fluss erneut und trifft auf die Bahnstrecke Portland–Lunenburg, neben der sie nun bis Fabyan verläuft. Am Haltepunkt Zealand zweigte ebenfalls eine Waldbahn, die Zealand Valley Railroad ab. Die beiden Bahnstrecken hatten in Fabyan-Bretton Woods jeweils einen eigenen Bahnhof. Die Bahnhöfe lagen direkt nebeneinander, waren aber betrieblich getrennt. Nach dem Bahnhof kreuzen sich die beiden Bahnstrecken und die Trasse in Richtung Mount Washington überquert letztmals den Fluss, um diesem folgend in Richtung Talstation der Zahnradbahn abzubiegen. Auf dem Weg dorthin quert die Strecke mehrere kleinere Zuflüsse des Ammonoosuc.